# Дикие верблюды Австралии
Одногорбые верблюды завозились в Австралию в XIX веке с Аравийского полуострова, из Индии и Афганистана. Они использовались для перевозки грузов.

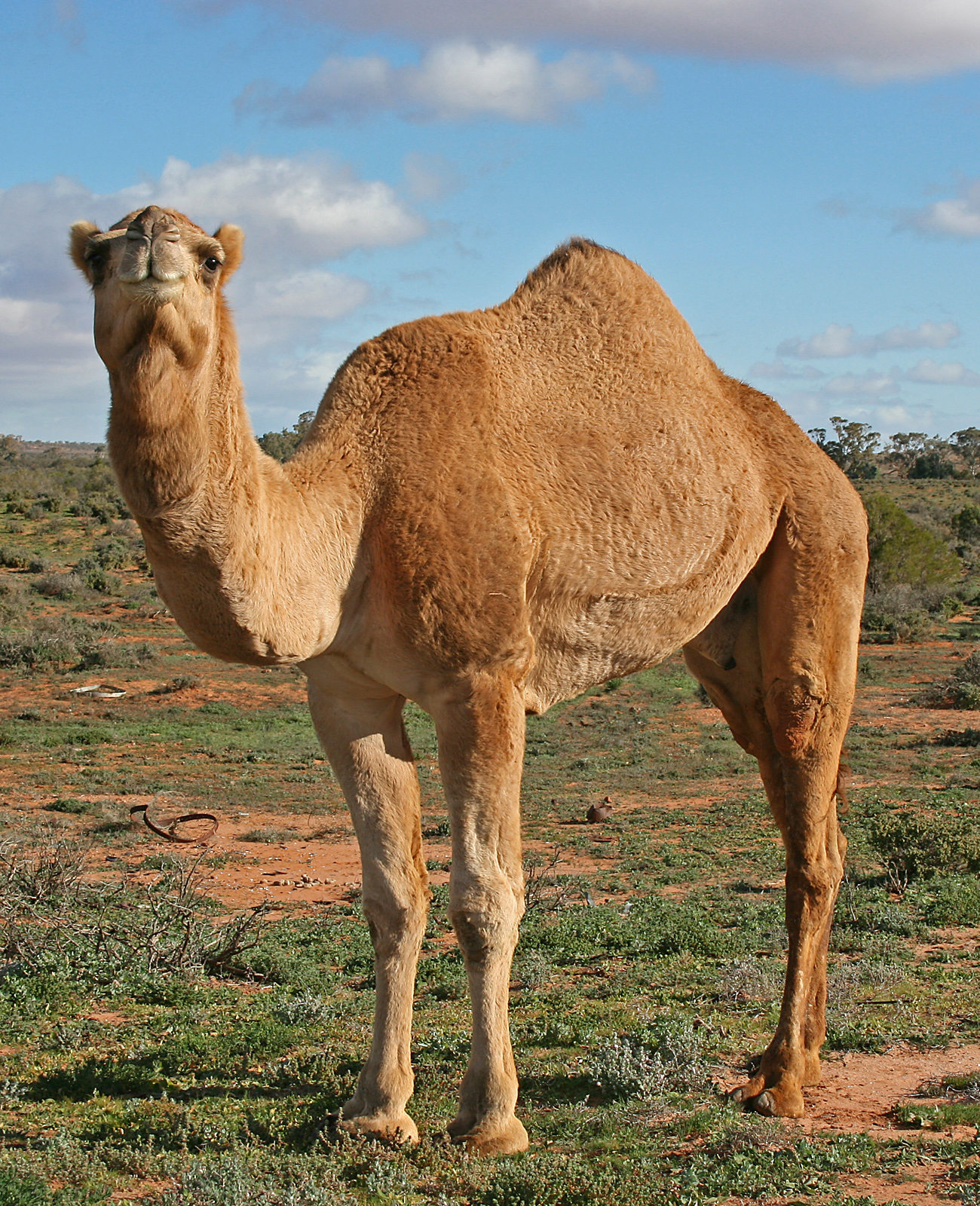
Верблюд около Сильвертон (Нью-Уэльс)

Австралия — единственная страна, где можно встретить стада одичавших одногорбых верблюдов.
Сегодня Австралия экспортирует в Арабские Эмираты верблюжье мясо, а также беговых верблюдов.

## История
Первые 10 000 верблюдов были завезены в Австралию в XIX веке, а в 1922 году их поголовье уже достигло 22 тысяч. Благодаря развитию железных и автомобильных дорог необходимость в верблюдах отпала, и они, свободно перемещаясь, размножались и обосновались в пустынных районах Австралии.
Сегодня в австралийских пустынях могут жить более миллиона одичавших особей.

## Расселение

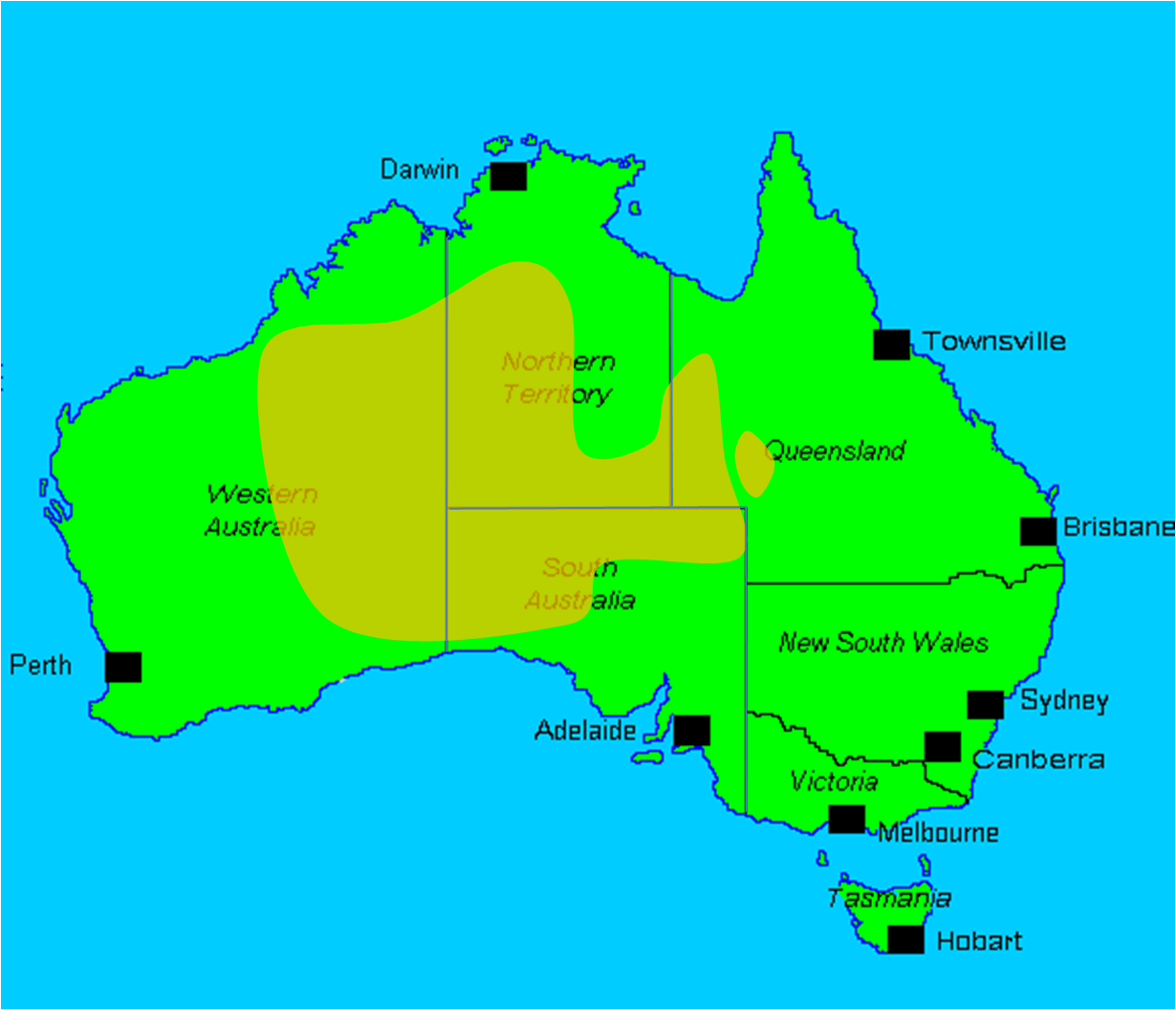
Желтый цвет — места распространения верблюдов

Дикие верблюды обитают более чем на 37 % территории материковой Австралии; на Северной территории они заселили более 40 % территории. Они обитают по всей Центральной Австралии и в регионах штата Виктория.

## Экология
Поскольку в Австралии нет хищников, которые охотятся на верблюдов, их количество удваивалось каждый год. К 2008 году в Австралии обитало уже около миллиона верблюдов.
Сегодня, по оценкам, популяция верблюдов увеличивается на 11 % в год (популяция может удваиваться каждые девять лет).
Дикие верблюды наносят существенный вред экологии, уничтожая на некоторых территориях до 80 % растительности.
Во время засух дикие верблюды в поисках воды разрушают заборы, ломают оставленные без присмотра насосы, краны и туалеты. В сельскохозяйственных районах они выпивают воду, предназначенную для овец и коров.
Стада верблюдов могут быстро выпить всю воду артезианского источника; даже если вода останется, то она быстро протухнет.
Некоторые исследователи считают, что дикие верблюды могут принести пользу экологии, заполняя потерянные ниши вымершей австралийской мегафауны, такой как дипротодон и Палорхест, и могут способствовать уменьшению лесных пожаров (восстановление плейстоценовой мегафауны).